# Чарни-Ляс (Ченстоховський повіт)
Чарни-Ляс (пол. Czarny Las) — село в Польщі, у гміні Миканув Ченстоховського повіту Сілезького воєводства.
Населення — 1065 осіб (2011).
У 1975-1998 роках село належало до Ченстоховського воєводства.

## Демографія
Демографічна структура станом на 31 березня 2011 року:
|          | Загалом | Допрацездатний вік | Працездатний вік | Постпрацездатний вік |
| -------- | ------- | ------------------ | ---------------- | -------------------- |
| Чоловіки | 543     | 117                | 378              | 48                   |
| Жінки    | 522     | 93                 | 320              | 109                  |
| Разом    | 1065    | 210                | 698              | 157                  |